# 1927 în științifico-fantastic
- 1926 în științifico-fantastic — 1927 în științifico-fantastic — 1928 în științifico-fantastic

1927 în științifico-fantastic a implicat o serie de evenimente:

## Nașteri și decese

### Nașteri
- Donald R. Bensen (d. 1997)
- Gerhard Branstner (d. 2008)
- François Bucher (d. 1999)
- Martin Caidin (d. 1997)
- Peter Dickinson (d. 2015)
- Ljuben Dilow (d. 2008)
- Wolfgang Ecke (d. 1983)
- David Ely
- Herbert W. Franke
- Randall Garrett (d. 1987)
- Richard E. Geis (d. 2013)
- Arthur Herzog (d. 2010)
- David Ireland
- Daniel Keyes (d. 2014)
- Darrel T. Langart, Pseudonimul lui Randall Garrett (d. 1987)
- Oliver Lange (d. 2013)
- Sterling E. Lanier (d. 2007)
- Robert Ludlum (d. 2001)
- Eva Maria Mudrich (d. 2006)
- Kit Pedler (d. 1981)
- Don Pendleton (d. 1995)
- Jacquelyn Whitney Trimble
- Roberto Vacca
- Lynn Venable‎‎

### Decese
- Michael Georg Conrad (n. 1846)
- Heinrich Driesmans (n. 1863)
- Eduard von der Hellen (n. 1863)
- Marie Ille (n. 1855)
- Johannes Kaltenboeck (n. 1853)
- William Le Queux (n. 1864)
- Ernst Moser (n. 1863)
- Ernst Müller-Holm (n. 1861)
- Gertrud Wertheim (n. 1867)

## Cărți

### Romane
- Radiopolis de Otfrid von Hanstein[2][3]
- Ein Flug um die Welt und die Insel der seltsamen Dinge de Otfrid von Hanstein[2]>[3]
- Hiperboloidul inginerului Garin de Aleksei Nikolaevici Tolstoi
- Nienasycenie de Stanisław Ignacy Witkiewicz
- The Tunnel Thru the Air, Or, Looking Back from 1940 de William Delbert Gann

## Filme
| Titlu                    | Regizor             | Distribuție                                                     | Țara     | Sub-Gen /Note |
| ------------------------ | ------------------- | --------------------------------------------------------------- | -------- | ------------- |
| Metropolis               | Fritz Lang          | Alfred Abel, Gustav Froehlich, Rudolf Klein-Rogge, Theodor Loos | Germania |               |
| Die Welt ohne Waffen     | Gernot Bock-Stieber |                                                                 | Germania |               |
| Sur un air de Charleston | Jean Renoir         |                                                                 | Franța   |               |
|                          |                     |                                                                 |          |               |